# Ferrari 340 MM
Ferrari 275 S/340/375/410 S är en serie sportvagnar, tillverkade av den italienska biltillverkaren Ferrari mellan 1950 och 1956.

## Bakgrund
Gioacchino Colombos lilla överladdade V12-motor hade inte varit konkurrentkraftig under den första formel 1-säsongen 1950. Därför lät Enzo Ferrari Colombos efterträdare Aurelio Lampredi ta fram en ny, större motor för att passa enligt 4,5-litersformeln utan överladdning.
Lampredis V12:a kom även till användning i sportvagnarna på USA-marknaden. Ferrari behövde en större motor för att möta konkurrensen från framför allt Allard, som använde amerikanska V8-motorer.

## Utveckling

### 275 S
Till Mille Miglia 1950 tog Ferrari fram två prototyper med Lampredi-motorn, kallade 275 S. Den nya motorn hade i sitt första utförande en slagvolym på 3,3 liter. Bortsett från den stora V12:an var bilen i stort sett identisk med den mindre 166-modellen.

### 340
Till 1951 kom den första serietillverkade stora Ferrarin, 340 America. Motorn hade nu växt till 4,1 liter. 1952 tog Ferrari fram fyra bilar speciellt för Carrera Panamericana. Dessa kallades 340 Mexico. 1953 instiftade FIA ett världsmästerskap för sportvagnar. Ferraris vapen i kampen om mästerskapstiteln blev 340 MM. Bilen såldes även i en lyxig landsvägsversion som 342 America.

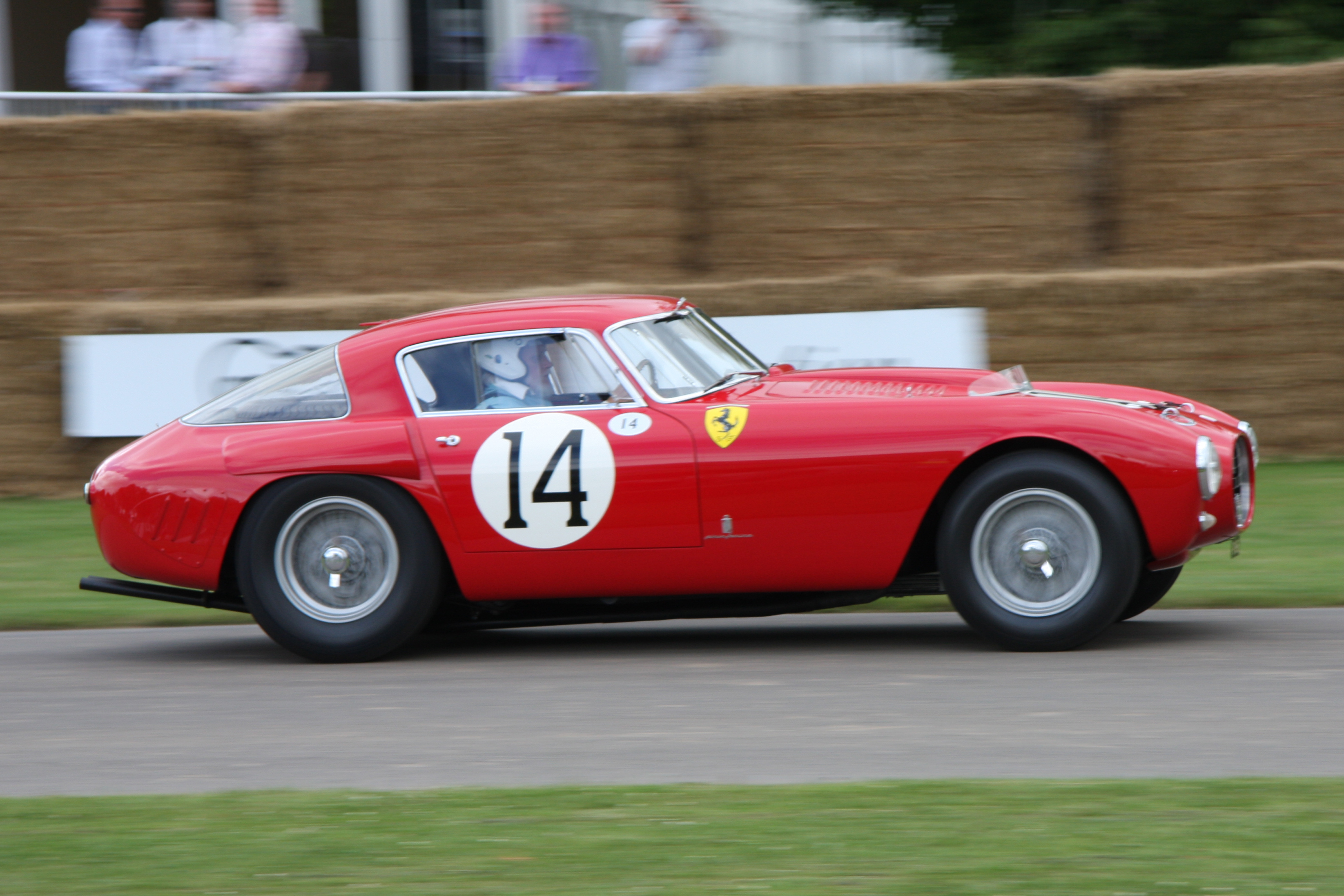
Ferrari 375 MM

Se även:
- Ferrari 340 America

### 375 MM
Till 1954 presenterade Ferrari den uppdaterade 375 MM med en större motor på 4,5 liter.

### 375 Plus
Med den starka och tunga motorn i det enkla chassit var den stora Ferrarin en omvittnat svårkörd bil, med lömska vägegenskaper. Under 1954 presenterades 375 Plus, där man ersatt den stela bakaxeln med en mer avancerad De Dion-axel för att förbättra väghållningen. Samtidigt fick bilen en större 4,9-liters motor.

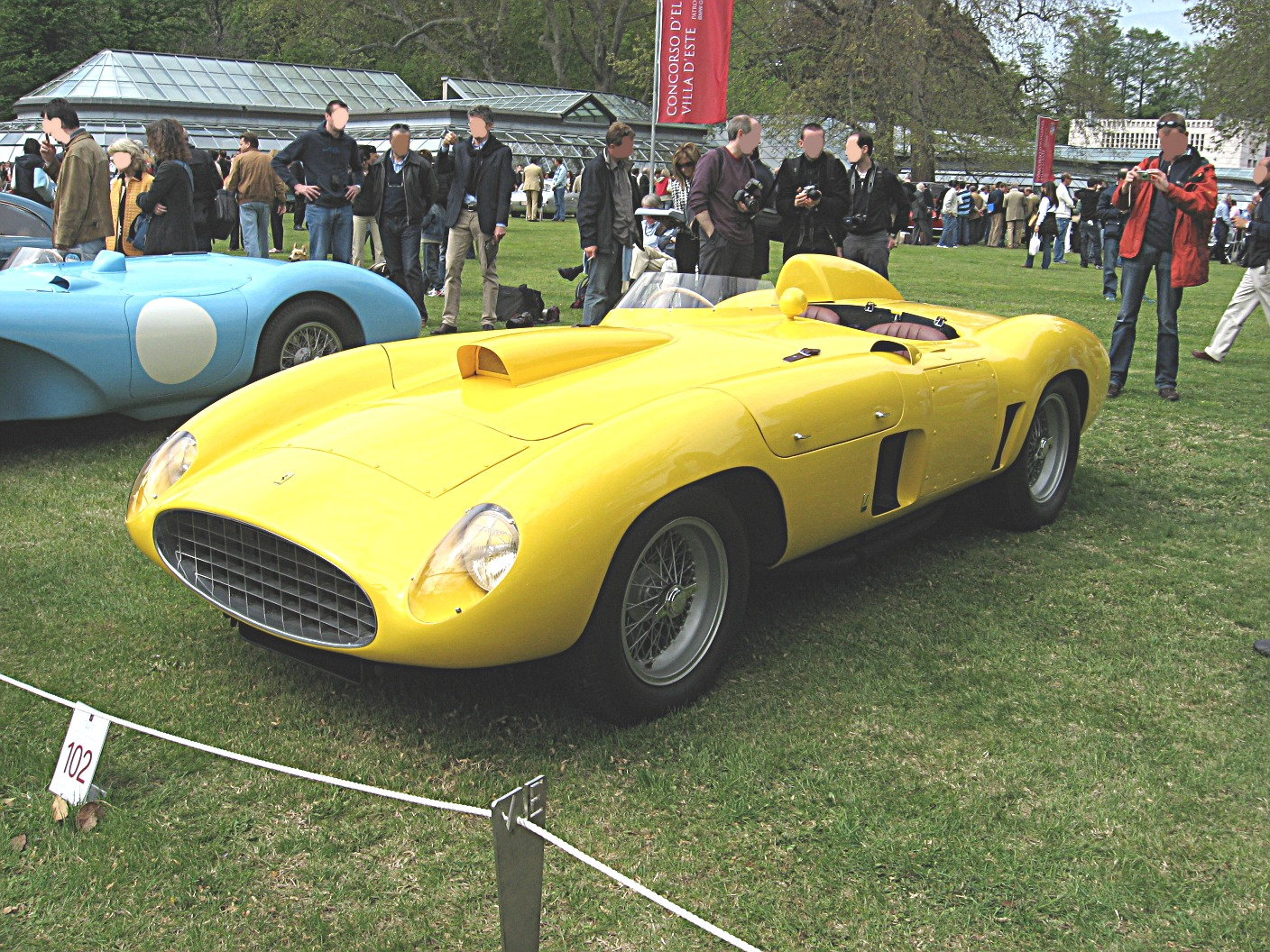
Ferrari 410 S.

### 410 S
Den sista utvecklingen av den stora Ferrari-modellen med Lampredi-motorn blev 410 S. Bilen togs fram till Carrera Panamericana 1955, men sedan tävlingen ställts in såldes bilarna till privatkunder. En av bilarna kom till Sverige sedan den köpts av Sture Nottorp.
Redan inför säsongen 1955 hade Ferrari kommit till slutsatsen att Lampredi-motorn nått slutet av sin utvecklingspotential som tävlingsmotor och bilen ersattes därför av den sexcylindriga 735 LM.

## Tekniska data

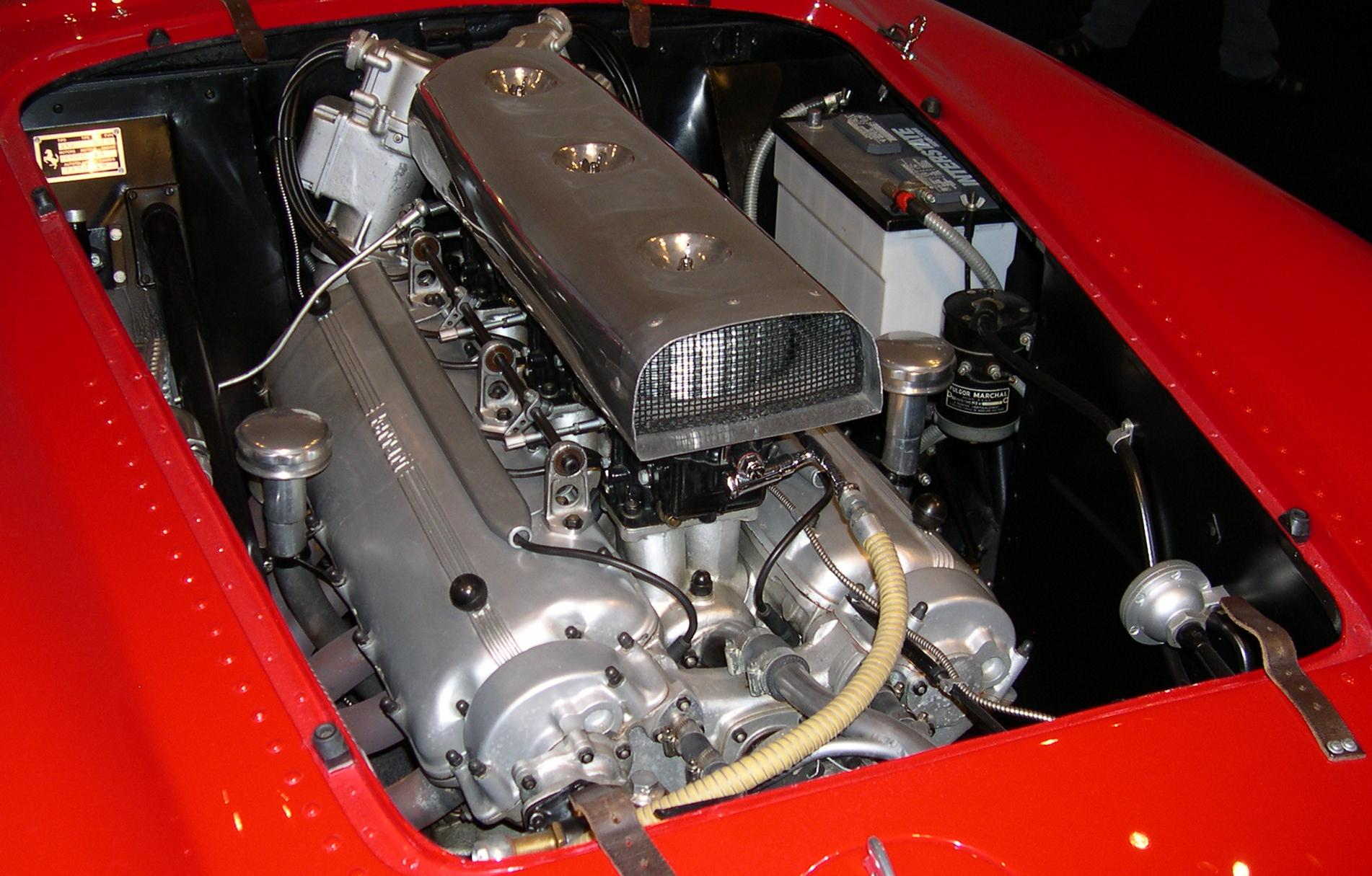
Lampredis V12-motor.

| Tekniska data           | 275 S                                                            | 340 MM                                                           | 375 MM                                                           | 375 Plus                                                         | 410 S                                                            |
| ----------------------- | ---------------------------------------------------------------- | ---------------------------------------------------------------- | ---------------------------------------------------------------- | ---------------------------------------------------------------- | ---------------------------------------------------------------- |
| Motor:                  | Frontmonterad 60° 12-cylindrig V-motor                           | Frontmonterad 60° 12-cylindrig V-motor                           | Frontmonterad 60° 12-cylindrig V-motor                           | Frontmonterad 60° 12-cylindrig V-motor                           | Frontmonterad 60° 12-cylindrig V-motor                           |
| Cylindervolym:          | 3322 cm³                                                         | 4102 cm³                                                         | 4522 cm³                                                         | 4954 cm³                                                         | 4963 cm³                                                         |
| Borrning x slaglängd:   | 72,0 x 68,0 mm                                                   | 80,0 x 68,0 mm                                                   | 84,0 x 64,0 mm                                                   | 84,0 x 74,5 mm                                                   | 88,0 x 68,0 mm                                                   |
| Kompression:            | 8,0:1                                                            | 8,0:1                                                            | 8,5:1                                                            | 9,2:1                                                            | 8,5:1                                                            |
| Max effekt vid varvtal: | 220 hk vid 7 200 v/min                                           | 300 hk vid 6 600 v/min                                           | 340 hk vid 7 000 v/min                                           | 330 hk vid 6 000 v/min                                           | 340 hk vid 6 200 v/min                                           |
| Ventilstyrning:         | En överliggande kamaxel per cylinderrad, 2 ventiler per cylinder | En överliggande kamaxel per cylinderrad, 2 ventiler per cylinder | En överliggande kamaxel per cylinderrad, 2 ventiler per cylinder | En överliggande kamaxel per cylinderrad, 2 ventiler per cylinder | En överliggande kamaxel per cylinderrad, 2 ventiler per cylinder |
| Förgasare:              | 3 Weber 40 DCF                                                   | 3 Weber 40 DCF                                                   | 3 Weber 42 IF4C                                                  | 3 Weber 46 DCF                                                   | 3 Weber 42 DCZ                                                   |
| Växellåda:              | 5-växlad manuell                                                 | 5-växlad manuell                                                 | 4-växlad manuell                                                 | 4-växlad manuell                                                 | 5-växlad manuell                                                 |
| Hjulupphängning fram:   | Dubbla tvärlänkar, tvärliggande bladfjäder                       | Dubbla tvärlänkar, tvärliggande bladfjäder                       | Dubbla tvärlänkar, tvärliggande bladfjäder                       | Dubbla tvärlänkar, tvärliggande bladfjäder                       | Dubbla tvärlänkar, skruvfjädrar                                  |
| Hjulupphängning bak:    | Stel bakaxel, längsgående bladfjädrar, krängningshämmare         | Stel bakaxel, längsgående bladfjädrar, krängningshämmare         | Stel bakaxel, längsgående bladfjädrar, krängningshämmare         | De Dion-axel, tvärliggande bladfjäder                            | De Dion-axel, tvärliggande bladfjäder                            |
| Bromsar:                | Hydrauliska trumbromsar                                          | Hydrauliska trumbromsar                                          | Hydrauliska trumbromsar                                          | Hydrauliska trumbromsar                                          | Hydrauliska trumbromsar                                          |
| Chassi & kaross:        | Fackverksram av stål med aluminiumkaross                         | Fackverksram av stål med aluminiumkaross                         | Fackverksram av stål med aluminiumkaross                         | Fackverksram av stål med aluminiumkaross                         | Fackverksram av stål med aluminiumkaross                         |
| Hjulbas:                | 225 cm                                                           | 250 cm                                                           | 260 cm                                                           | 260 cm                                                           | 242 cm                                                           |
| Torrvikt:               | 850 kg                                                           | 850 kg                                                           | 900 kg                                                           | 950 kg                                                           | 1200 kg                                                          |
| Toppfart:               | 240 km/h                                                         | 240 km/h                                                         |                                                                  |                                                                  |                                                                  |

## Tävlingsresultat

### Före 1953
Ferrari 340 America såldes främst till privatförare i USA, som körde bilarna i klubbtävlingar och större tävlingar på nationell nivå. Största framgången i Europa kom när Luigi Villoresi och Pasquale Cassani vann Mille Miglia 1951.

### Sportvagns-VM 1953
Den första säsongen i sportvagns-VM 1953 vann Giannino Marzotto och Marco Crosara Mille Miglia med en 340 MM. Därefter tog 375 MM över rollen som Ferraris tävlingsbil. Giuseppe Farina och Alberto Ascari vann Spa 24-timmars och Farina segrade även i Nürburgring 1000 km, tillsammans med Mike Hawthorn.
Sportvagnsracing sågs som en laginsats och mästerskapet gällde märkestiteln. Efter tre segrar på sju lopp blev Ferrari sportens första världsmästare.

### Sportvagns-VM 1954
Första loppet 1954, Buenos Aires 1000 km, vanns av Giuseppe Farina och Umberto Maglioli i en 375 MM. Därefter vann José Froilán González och Maurice Trintignant Le Mans 24-timmars, medan Mike Hawthorn och Maurice Trintignant tog hem Tourist Trophy, bägge segrarna med 375 Plus. Säsongens sista lopp, Carrera Panamericana, vanns av Umberto Maglioli i en 375 Plus, före Phil Hill och Richie Ginther i en 375 MM.
Med fyra segrar på sex lopp försvarade Ferrari sin mästerskapstitel.

### Sportvagns-VM 1955
Även säsongen 1955 startade med Buenos Aires 1000 km. Enrique Saenz Valiente och José-Maria Ibanez vann loppet med en 375 Plus.
Resten av säsongen tävlade Ferrari med den olyckliga 735 LM, som plågades av dålig tillförlitlighet. Ferrari lyckades ändå komma tvåa i mästerskapet, efter Mercedes-Benz, främst tack vare poäng tagna med den mindre Monza-modellen.

## Tillverkning
| Modell      | Antal |
| ----------- | ----- |
| 275 S       | 2     |
| 340 America | 23    |
| 340 Mexico  | 4     |
| 340 MM      | 10    |
| 375 MM      | 26    |
| 375 Plus    | 8     |
| 410 S       | 4     |